# Ferula gypsacea
Ferula gypsacea är en flockblommig växtart som beskrevs av Jevgenij Korovin. Ferula gypsacea ingår i släktet stinkflokesläktet, och familjen flockblommiga växter. Inga underarter finns listade i Catalogue of Life.